# ميتشيل شارب
ميتشيل شارب (بالإنجليزية: Mitchell Sharp) هو اقتصادي ودبلوماسي وسياسي كندي، ولد في 11 مايو 1911 بوينيبيغ في كندا، وتوفي في 19 مارس 2004 في نفس البلد بسبب سرطان البروستاتا. حزبياً، نشط في الحزب الليبرالي الكندي. وقد انتخب عضو مجلس العموم الكندي.

## روابط خارجية
- ميتشيل شارب على موقع مونزينجر (الألمانية)